# Reforma da Igreja do século XI

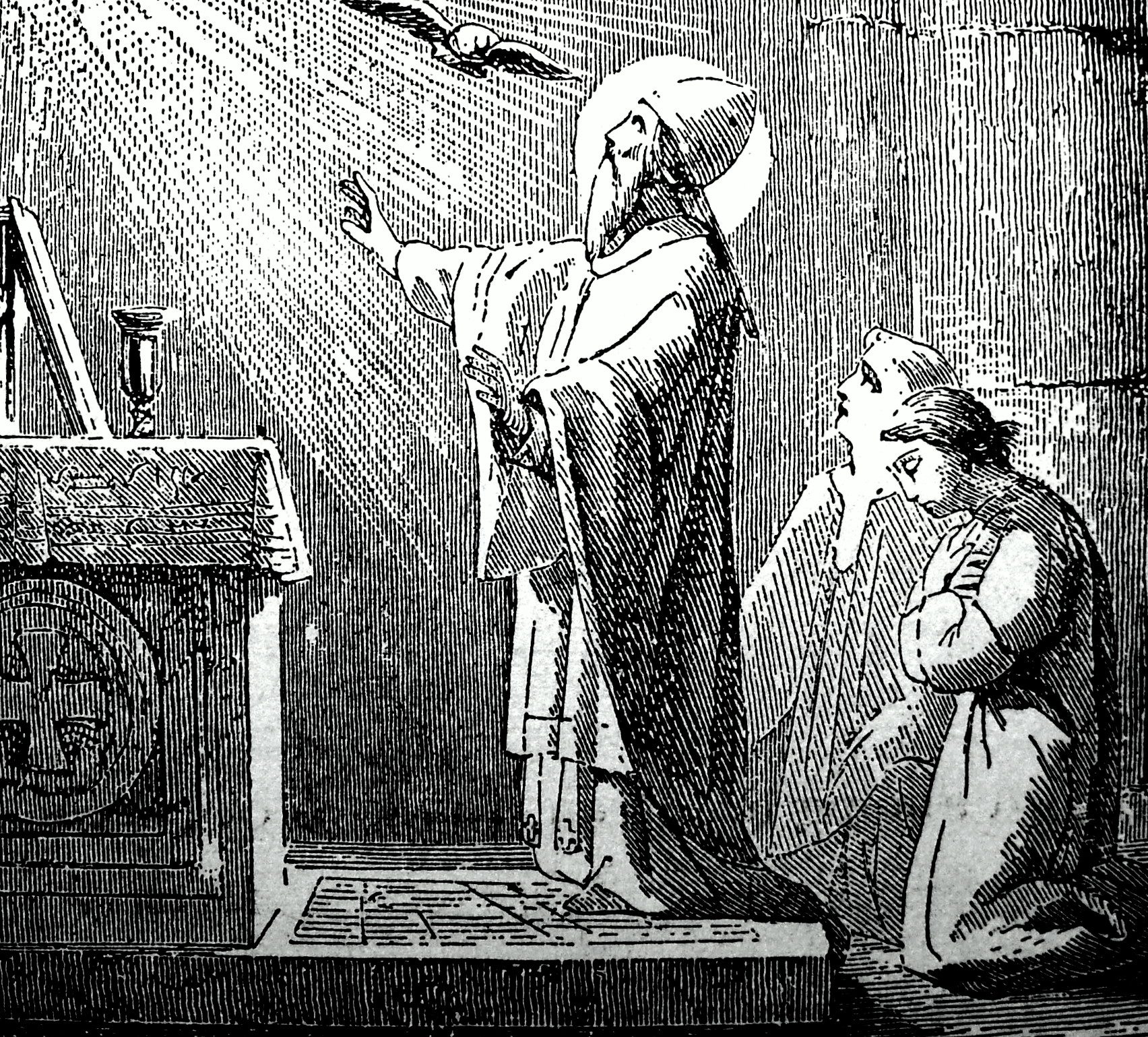
O Papa Gregório VII celebra missa. Foi o protagonista indiscutível da reforma que envolveu a Igreja latina durante o século XI, com a qual se tentou restaurar a moralidade do clero e afastar o governo da Igreja de qualquer autoridade civil

A reforma da Igreja do século XI foi uma renovação da Igreja Católica ou, mais precisamente, da Igreja Latina, implementada na Europa durante o século XI e cujo eco se espalhou pelos séculos seguintes. Os vários protagonistas do movimento reformista tentaram abordar problemas da Igreja considerados entre os mais graves, sobretudo no contexto das relações do clero com as autoridades políticas e com o resto da sociedade. O principal resultado desta reforma foi a afirmação da autonomia eclesiástica sobre o poder temporal, o aumento do poder e prestígio do papado e a imposição de uma estrutura teocrática ao cristianismo medieval.
Desde a era carolíngia que os bispos e os abades foram empregues na gestão do poder público, envolvimento que aumentou após a desintegração da autoridade central que ocorreu durante a primeira metade do século X. Esta situação afetou profundamente a moralidade dos eclesiásticos, enquanto o papado parecia fortemente enfraquecido e subserviente da nobreza romana, com fenómenos como a simonia ou o Nicolaísmo já a tornarem-se habituais. Em resposta, nasceram alguns movimentos que visavam restaurar o prestígio e a autonomia da Igreja: os primeiros sinais disso mesmo verificaram-se no mundo monástico com a fundação, por volta de 909, da abadia de Cluny que deu origem à chamada “reforma cluníaca”.
Fundamental para a reforma foi o apoio do Imperador Henrique III, o Negro. Tendo falado no Concílio de Sutri de 1045, convocado numa situação de grave crise no papado, nomeou o alemão Suidgero como o novo pontífice, a que se seguiram outros papas de além dos Alpes. Com esta política, a eleição papal foi retirada do controlo da aristocracia romana, preferindo-se a nomeação de personalidades de elevado valor moral pertencentes à "Reichskirche" que permitiam a propagação de ideais reformistas. Com a morte de Henrique, a influência da corte alemã sobre o papado entrou em crise, embora nos anos seguintes se tenha assistido a uma intensificação do processo de reforma: afirmou-se o primado da Santa Sé sobre os bispos e o clero, afirmaram-se as prerrogativas da Igreja em relação às autoridades civis e combateu-se a simonia e o nicolaísmo. O pontificado do Papa Gregório VII, um fervoroso defensor da reforma e da primazia papal, caracterizou-se por um conflito, conhecido como a "Controvérsia da Investidura", contra o jovem Henrique IV. Devido ao papel de liderança desempenhado por Gregório VII na reforma, esta ficou também conhecida por reforma gregoriana, termo frequentemente utilizado, com uma espécie de sinédoque, para designar todas as intervenções desta acção reformista do século XI, para além das intervenções específicas de Gregório VII.
Como resultado de tudo isto, a Igreja Católica mudou substancialmente, assumindo um modelo monárquico hierarquicamente estruturado e de cima para baixo. A reforma trouxe também uma nova organização do clero, ainda em vigor no início do século XXI, baseada no celibato e numa clara separação entre leigos e clérigos. Para além dos papas e imperadores, a reforma do século XI teve também como protagonistas vários teólogos que deram justificações doutrinais ao movimento e ao fortalecimento da figura do pontífice.

### Relações entre o Império e a Igreja entre os séculos IX e XI
Na primeira metade do século IX, graças aos grandes concílios reformadores promovidos por Carlos Magno e pelo seu filho Luís, o Piedoso, foram alcançados alguns compromissos entre o poder leigo e o poder eclesiástico quanto à nomeação do clero: ao primeiro era proibido nomear ou demitir padres sem o consentimento do bispo local, mas ao segundo não podia recusar uma nomeação proposta por um senhor, a não ser que se apercebesse de uma conduta imoral ou de uma preparação cultural insuficiente. Após a morte de Luís, a instabilidade política resultante da desagregação do Império Carolíngio colocou o sistema em crise, com efeitos profundamente negativos sobre a Igreja Latina e a sua mais alta instituição, tanto que o século X seria mais tarde conhecido como o saeculum obscurum de um papado cada vez mais comprometido pela interferência da nobreza romana.
Na época, o sistema jurídico-político dominante na Europa continuava a ser o feudalismo, que se baseava na relação entre o senhor (senior) e o seu vassalo, com o primeiro a conceder um bem material (beneficium) ao segundo, em troca de lealdade e ajuda (expressa através da ato de homenagem). Entretanto, os sucessores de Luís, devido à fragmentação das suas possessões, deixaram de conseguir manter o controlo dos seus vassalos e, por conseguinte, conter as inclinações naturais de independência das instituições que compunham o Reino. Viram-se também perante clérigos muito combativos, como Hincmar de Reims, que estavam ansiosos por limitar a influência imperial sobre a Igreja.
As primeiras décadas do reinado de Otão I da Saxónia, Rei da Alemanha a partir de 936 e Sacro Imperador Romano em 962, foram marcadas por diversas rebeliões dos seus senhores feudais, muitas vezes membros da sua família. Para os enfrentar, optou por estreitar as relações com a Igreja, delegando alguns poderes nos bispos, ciente de que, como não podiam ter herdeiros, tais privilégios representariam uma situação apenas temporária, pois regressariam à coroa com a morte dos beneficiários eclesiásticos. Embora este sistema fosse muito utilizado na Alemanha, também em França, Inglaterra e Espanha se verificaram confusões entre os poderes espirituais e temporais. Assim, em pouco tempo consolidou-se o costume de nomear bispos e abades pelo rei; Esta era uma prática amplamente aceite pela sociedade, pois o monarca não era visto como um simples leigo, mas como um senhor escolhido por Deus e, por isso, plenamente legitimado para intervir nos assuntos da Igreja.
Sob Otão I e os seus sucessores da dinastia otoniana, os bispos da Reichskirche (literalmente "a Igreja Imperial") constituíram a base do sistema administrativo do império. A sua investidura era simbolizada pela entrega do anel e do cajado pastoral pelo imperador, numa cerimónia não muito distante daquela da homenagem feudal; Esta prática não dizia apenas respeito às dioceses, mas também envolvia os mosteiros reais e os grandes capítulos seculares.  Em 1024, a subida da dinastia sálica ao trono imperial com a eleição de Conrado II não mudou nada.  Se por um lado este sistema permitiu ao imperador recuperar a sua autoridade, por outro foi causa de um profundo declínio moral no seio da Igreja, tanto na sua parte secular como na dos mosteiros. Entre o final do século IX e o início do século X praticamente já não existiam mosteiros onde se vivesse de acordo com a regra beneditina, o que fazia da existência devotada à espiritualidade e ao abandono das coisas terrenas as suas características peculiares. 

### Declínio da Igreja na Europa Ocidental no início do século XI
Num tal contexto, nos últimos séculos do primeiro milénio o clero latino vivia uma crise gravíssima; Existiam dois grandes males que se acreditava afligirem a Igreja: Nicolaísmo e Simonia. Aconteceu muitas vezes que os padres das capelas do país eram escolhidos pelo senhor local entre os servos que, assim, encontravam nas ordenação uma forma de se libertarem da escravatura. Sem uma preparação adequada, isolados, abandonados a si próprios, estes padres levavam frequentemente uma vida indigna, dedicada ao jogo, à caça e ao vinho, e muitas vezes a relações sexuais completamente desordenadas. Por vezes eram homens casados, outras vezes apenas formalmente celibatários, incorrendo em ambos os casos no chamado nicolaísmo, termo que durante o século XI assumiu o significado de corrupção dos costumes do clero e em particular era aplicado a todos aqueles que se opunham ao celibato eclesiástico.
A simonia, ou a prática de comprar e vender cargos eclesiásticos, era um costume criticado desde a época merovíngia por Gregório de Tours. O termo deriva do nome de Simão Mago, que, segundo os Actos dos Apóstolos, querendo aumentar os seus poderes, ofereceu dinheiro a São Pedro Apóstolo, pedindo para receber em troca as faculdades taumatúrgicas concedidas pelo Espírito Santo. Esta prática pode ser diretamente ligada ao modelo feudal, pois a nomeação para um importante cargo eclesiástico correspondia também à aquisição de poderes temporais. O cristianismo reagirá a esta prática de várias formas, desde os 
movimentos pauperistas (como o pataria em Milão), aos papas reformadores que tentarão afastar a Igreja do controlo do poder leigo, desencadeando o que será definido como a "controvérsia da investidura".

### As origens: a reforma monástica dos séculos X e XI

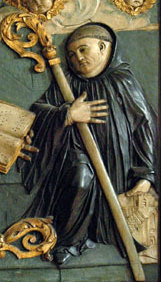
Bento de Aniane: a sua interpretação da regra beneditina esteve na base da reforma monástica

A grave situação moral da Igreja colidiu inevitavelmente com os ideais religiosos de alguns homens que defendiam um cristianismo mais próximo dos ideais das suas origens e distante das influências dos poderes seculares. Os primeiros movimentos neste sentido ocorreram nos mosteiros da Lotaríngia e em particular na Abadia de Brogne, Gorze e nos da Borgonha; aqui, os monges começaram a viver inspirando-se no pensamento de Bento de Aniane que combinavam com a escolha de uma vida mais reclusa. Estes primeiros movimentos, no entanto, não desafiavam directamente a riqueza acumulada pela Igreja nem defendiam uma mudança na ordem social, como fizeram alguns movimentos pauperísticos, mas visavam alargar o modelo monástico a todo o cristianismo.
Com frequência assídua, monges e abades reformadores adotaram o hábito de se mudarem para diferentes regiões, fundando novas abadias ou reformando as existentes, espalhando assim a espiritualidade recém-descoberta praticamente por toda a Europa. Um caso emblemático foi o de Gerard de Brogne, um nobre rico que veio a abraçar o ideal monástico e, após fundar uma abadia reformada, viajou por todo o Flandres para envolver outros mosteiro s mais importantes.

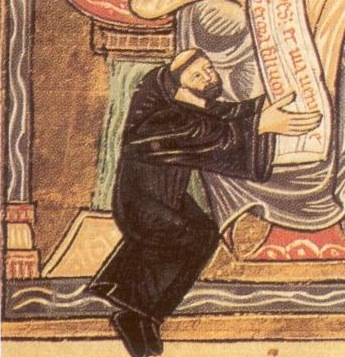
Odo de Clúnia, protagonista da reforma cluniacense

A verdadeira protagonista da reforma monástica foi, sem dúvida, a célebre Abadia de Clúnia, fundada em 910 (ou 909) pelo poderoso duque Guilherme I da Aquitânia, com o objectivo de fazer das suas terras de Clúnia um «venerável refúgio de oração com votos e súplicas» onde «a vida celeste é procurada e desejada com todo o desejo e ardor íntimo». Para que tal acontecesse, estava previsto que os monges observassem a Regra de São Bento, mas na releitura feita por Benedetto d’Aniane, em que foram dispensados do trabalho manual no campo, considerado uma distração do seu principal propósito que era rezar. O seu ato de instituição foi particular: com ele, a abadia obteve ampla autonomia, inclusive sobre os seus próprios bens, de qualquer poder temporal, garantindo que o abade fosse eleito pelos monges e devesse obediência exclusivamente à Santa Sé. Desta forma, pela primeira vez, foi eliminada a possibilidade de qualquer vínculo feudal com uma abadia. Isto permitiu ao mosteiro recém-nascido usufruir de uma autonomia invulgar para a época, especialmente tendo em conta que na região da Borgonha, onde se situava Clúnia, até o poder imperial era bastante fraco.
Tudo isto, somado à elevada profundidade moral e intelectual dos primeiros abades (entre os quais os mais importantes foram Odão de Clúnia, Maiolo de Clúnia e Odilone) que fizeram do mosteiro um lugar «especializado em liturgia» e onde «as orações dos monges tinham uma relação privilegiada com a vida após a morte», fez com que em pouco tempo a cidade francesa pudesse ostentar grande prestígio, que se traduziu em enormes doações das mãos de poderosos leigos que queriam garantir a salvação das suas almas graças às orações dos monges. Um século após a fundação do centro religioso de Clúnia, nasceu uma rede de outras abadias, também dotadas da mesma autonomia, governadas especificamente por um prior subordinado ao abade da casa-mãe, que passou a constituir a congregação cluníaca. Estes priorados seguiram o modelo original, baseado na espiritualidade e na recuperação dos valores morais propostos pelos Padres da Igreja, como a castidade, tanto que falamos muitas vezes de “reforma cluníaca” e de “mosteiros reformados”.
Uma vez que o ideal da reforma monástica chegou a Roma, o papado também se envolveu, embora inicialmente de forma indireta e bastante fraca; tivemos de esperar até meados do séc. XI para que a Santa Sé estivesse totalmente investida do espírito reformista. Pelo contrário, o mundo monástico italiano mostrou-se permeável aos ideais cluníacos. Entre os muitos exemplos, podemos citar o de São Romualdo, que deu vida à congregação camaldulense de estrita observância da regra beneditina, ou o da congregação vallombrosana, fundada em 1036 por Giovanni Gualberto, monge que havia lutado contra a simonia, chegando a entrar em choque com o Bispo de Florença Ato I.